# Парндорф
Парндорф (нім. Parndorf) — громада округу Нойзідль-ам-Зее у землі Бургенланд, Австрія.
Парндорф лежить на висоті  182 м над рівнем моря і займає площу  59,30 км². Громада налічує 4268 мешканців. 
Густота населення 72/км².  
|                                   |
| Парндорф на мапі округу та землі. |

 Адреса управління громади:  7111 Parndorf. 

## Демографія
Історична динаміка населення міста за даними сайту Statistik Austria

## Виноски
1. ↑  Dauersiedlungsraum der Gemeinden Politischen Bezirke und Bundesländer - Gebietsstand 1.1.2018 — Статистичне управління Австрії.
2. ↑  www.gemeinde-parndorf.at. Архів оригіналу за 22 березня 2022. Процитовано 22 березня 2022.
3. ↑  Gemeindedaten von Parndorf. Архів оригіналу за 8 квітня 2014. Процитовано 26 жовтня 2013.

| Австрія | Це незавершена стаття з географії Австрії. Ви можете допомогти проєкту, виправивши або дописавши її. |